# James Fraser (Orientalist)

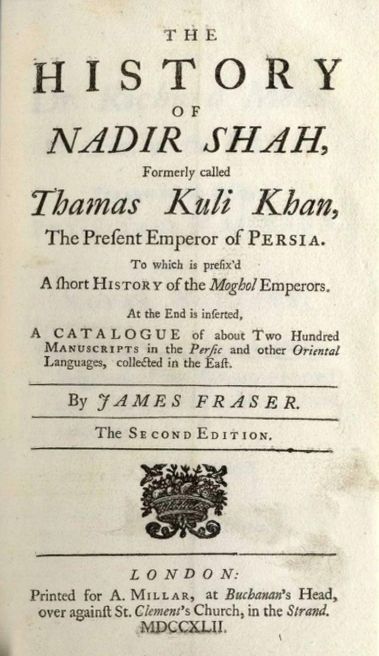
Titelseite der zweiten Auflage der History of Nadir Shah (1742)

James Fraser (* 1712/1713; † 21. Januar 1754 bei Inverness) war ein schottischer Angestellter der East India Company und Orientalist. Er erlangte Bekanntheit als Autor einer Biografie über Nader Schah und als Sammler indischer und islamischer Manuskripte.

## Leben
Im Auftrag der East India Company war James Fraser von 1730 bis 1742 als Schreiber im jemenitischen Mokka und im westindischen Surat tätig. Mit John Cleland, der bereits 1728 nach Indien gekommen war und ebenfalls als Angestellter bei der britischen Faktorei in Surat angestellt war, verband Fraser eine Freundschaft. Cleland berichtete, dass ihm Fraser um 1737 ein Fotoalbum mit Miniaturen indischer Herrscher geschenkt habe. Cleland schickte das Album Alexander Pope, welcher es der Bodleian Library spendete.
Nach seiner Rückkehr heiratete Fraser im Juli 1742 in London Mary Satchwell. Mit Mary zeugte er Edward Satchell Fraser (1751–1835), der im späten 18. und frühen 19. Jahrhundert Sklavenhalter und Pflanzer in Guyana war.
1743 begab sich Fraser für die East India Company in Begleitung von Mary erneut nach Surat. Hier zerwarf sich Fraser mit dem Gouverneur von Bombay William Wake und dessen der Bania-Kaste angehörigen Protegé Jagannathdas Laldas Parekh. Im Januar 1748 wurde Fraser von der East India Company aus Surat abberufen und nach Bombay strafversetzt. Im Dezember 1749 kehrte er nach Großbritannien zurück und ließ sich in Schottland nieder.

## History of Nadir Shah
James Fraser veröffentlichte sein einziges Werk über das Leben des persischen Herrschers Nader Shah 1742 in London. Da Fraser während seines ersten Indien-Aufenthalts in Gujarat stationiert war, konnte er nicht als Augenzeuge von Nader Shahs Eroberungszug in Nordindien berichten, der 1739 mit der Plünderung Delhis seinen Höhepunkt erreichte. Stattdessen präsentiert sich Fraser als Kenner „orientalischer Manuskripte“, welche „von 1730 to 1740 mit nicht geringen Arbeits- und Kostenaufwand in Surat, Khambhat und Ahmedabad in Ostiendien erworben wurden, mit Ausnahme weniger [Texte], die ich in Mokka in Arabien von einigen Persern auf ihrer Pilgerfahrt nach Mekka gekauft habe.“ Fraser berichtet, dass er in Surat Unterricht in Persisch bei einem Parsen und einem Mullah namens „Fakhr o’dîn“ erlernt habe. In Khambhat habe er bei „Shekh Mahommed Morad“ islamisches Recht und beim Brahmanen „Srî Nât Veaz“ Sanskrit erlernt.
Der indische Historiker Sanjay Subrahmanyam attestiert Fraser in der History of Nadir Shah eine Offenheit gegenüber der indischen Weltanschauung, die nur noch wenige der späteren britischen Orientalisten besaßen: „In der Welt von James Fraser spielte die East India Company sicherlich eine Rolle, aber dennoch übte sie noch keine echte Macht in Südasien aus. Man kann argumentieren, dass sein Verhalten mit diesem Umstand perfekt zusammenpasste, und dass eine Offenheit gegenüber anderen Epistemologien augenscheinlich möglich war, solange die Beziehungen nicht aus Eroberern und Eroberten bestanden.“

## Sammlung asiatischer Manuskripte
Am Ende des Buches History of Nadir Shah listet Fraser über 200 Manuskripte auf, die er als Angestellter der East India Company in Surat, Khambhat und Ahmedabad erworben hatte. Der Großteil der Manuskripte ist auf Persisch, Sanskrit und Arabisch verfasst. Frasers Sammlung enthält auch einige Manuskripte auf Türkisch, Gujarati und Hindi. Fraser bezeichnete seine in „Sanskerrit“ verfassten Manuskripte als die „erste derartige Sammlung, die jemals nach Europa gebracht wurde“.
Nach Frasers Tod veräußerte seine Witwe die Sammlung an die Radcliffe Library in Oxford. Seit 1872 befindet sich die Sammlung im Besitz der Bodleian Library. Ein Großteil von Frasers Manuskripten wurde im ersten und zweiten Band der Edition Catalogue of the Persian, Turkish, Hindustani, and Pushtu manuscripts in the Bodleian Library abgedruckt.